# Dendropanax alberti-smithii
Dendropanax alberti-smithii là một loài thực vật có hoa trong Họ Cuồng cuồng. Loài này được Nevling mô tả khoa học đầu tiên năm 1959.